# Relazioni internazionali dell'Italia

Relazioni internazionali dell'Italia

Le relazioni internazionali della Repubblica italiana sono quell'insieme di rapporti diplomatici ed economici intrattenuti da tale Stato con il resto del mondo. Suoi principali alleati sono i paesi della NATO e gli stati dell'UE, due entità di cui l'Italia è membro fondatore. È un importante attore del Mediterraneo e ha consolidati rapporti politici, economici, e culturali con i paesi di lingua romanza in Europa e anche nell'America Latina. L'Italia è altresì membro del G7, del G20, dell'Unione per il Mediterraneo, dell'Unione latina, e di molte altre organizzazioni internazionali. Ha un ruolo particolare nel mondo cristiano in quanto la sua capitale Roma è la sede del Papa e il centro della Chiesa cattolica. L'Italia sta attualmente comandando varie forze multinazionali e ha molte truppe dispiegate in Medio Oriente e in tutto il mondo per missioni di mantenimento della pace e per combattere la criminalità organizzata, il commercio illegale di droga, il traffico di esseri umani, la pirateria e il terrorismo.

## Storia

Le tappe dell'unificazione italiana tra il 1829 e il 1871

Il Risorgimento fu, tra il 1830 e il 1870, il periodo che vide la rinascita di una coscienza nazionale. Gli italiani ottennero l'unificazione nazionale nel 1861 sotto la corona dei Savoia, diventando indipendenti dall'Austria. A seguito della riunificazione, l'Italia è stata considerata una delle maggiori potenze occidentali. Il papato ricorse all'ausilio della Francia per resistere all'unificazione, temendo che rinunciare al controllo dello Stato Pontificio avrebbe indebolito la Chiesa e avrebbe permesso ai liberali di dominare i cattolici conservatori. Infine però il Regno d'Italia conquistò Roma nel 1870, facendone la capitale nel 1871, e in seguito formò la Triplice Alleanza (1882) con Germania e Austria.
Nel 1911 l'Italia combatté la guerra italo-turca contro l'Impero ottomano, garantendosi il controllo della Libia. Nel 1914 l'Italia aveva già acquisito in Africa una colonia sulla costa del Mar Rosso (Eritrea), un grande protettorato in Somalia e autorità amministrativa nell'ex Libia turca. Al di fuori dell'Africa, l'Italia possedeva una piccola concessione a Tientsin in Cina (a seguito dell'intervento a fianco degli occidentali per stroncare la rivolta dei Boxer) e controllava il Dodecaneso, arcipelago al largo della costa turca.
L'Austria prese l'offensiva contro i termini dell'alleanza e l'Italia decise di prendere parte alla prima guerra mondiale come principale potenza alleata di Francia e Gran Bretagna. Due leader, il Primo Ministro Antonio Salandra e il Ministro degli Esteri Sidney Sonnino presero questa decisione; la loro motivazione principale era l'ottenimento del territorio austriaco etnicamente italiano, come segretamente promesso dalla Gran Bretagna e dalla Francia nel Trattato di Londra del 1915. Inoltre, l'Italia occupò l'Albania meridionale e stabilì un protettorato sull'Albania, che rimase in vigore fino al 1920. Gli Alleati sconfissero l'Impero austriaco nel 1918 e l'Italia divenne uno dei quattro Grandi della conferenza di pace. Alla Conferenza di pace di Parigi del 1919, il Primo Ministro Vittorio Emanuele Orlando si concentrò quasi esclusivamente sui guadagni territoriali, ma ottenne molto meno di quanto desiderasse e gli italiani si risentirono amaramente quando fu negato loro il possesso della città di Fiume. La conferenza, sotto il controllo di Gran Bretagna, Francia e Stati Uniti che si rifiutarono di assegnare la Dalmazia e l'Albania all'Italia come era stato promesso dal Trattato di Londra. Gran Bretagna, Francia e Giappone si spartirono le colonie tedesche d'oltremare sotto la forma giuridica del mandato della Società delle Nazioni, escludendo l'Italia. Inoltre il Paese non ebbe alcun guadagno territoriale dal crollo dell'Impero ottomano. Scoppiarono quindi disordini civili tra i nazionalisti, che sostenevano lo sforzo bellico e si opponevano a quella che chiamavano la "vittoria mutilata" e i pacifisti di sinistra che si opponevano alla guerra.
Il governo fascista che salì al potere con Benito Mussolini nel 1922 cercò di aumentare le dimensioni dell'Impero italiano e di soddisfare le pretese degli irredentisti italiani. Nel 1935-1936, nella sua Seconda invasione dell'Etiopia, l'Italia ebbe successo e fuse la sua nuova conquista con le sue più antiche colonie dell'Africa Orientale Italiana. Nel 1939, l'invase l'Albania e la incorporò nello Stato fascista. Durante la seconda guerra mondiale (1939–1945), l'Italia formò un'alleanza con il Giappone e la Germania nazista e occupò diversi territori (come parti di Francia, Grecia, Egitto e Tunisia) ma fu costretta nella pace finale ad abbandonare tutte le sue colonie e i suoi protettorati. In seguito alla guerra civile e alla depressione economica causata dalla Seconda guerra mondiale, l'Italia godette di un miracolo economico, promosse l'unità europea, si unì alla NATO e divenne un membro attivo dell'Unione Europea. L'Italia ottenne la fiducia delle Nazioni Unite per amministrare il Somaliland nel 1950. Quando la Somalia divenne indipendente nel 1960, l'esperienza dell'Italia con il colonialismo terminò.

## Rapporti per regione e paese

### Africa
| Stato     | Inizio delle relazioni formali | Note |
| --------- | ------------------------------ | --- |
| Algeria   |                                | Vedi anche: Relazioni bilaterali tra Italia e Algeria - L'Algeria ha un'ambasciata a Roma. - L'Italia ha un'ambasciata ad Algeri. |
| Egitto    |                                | Vedi anche: Relazioni bilaterali tra Egitto e Italia Le relazioni tra i due paesi furono stabilite durante il periodo dell'Impero Romano. Tuttavia, nella Seconda guerra mondiale, le relazioni furono tese quando l'Italia invase l'Egitto. Tuttavia, dopo la guerra, le relazioni sono state ristabilite e sono cordiali. L'Egitto ha rappresentanze a Roma e Milano, mentre l'Italia ha rappresentanze al Cairo e ad Alessandria, anche le due nazioni sono membri dell'Unione per il Mediterraneo. Le relazioni si sono parzialmente deteriorate dopo il rapimento e l'uccisione dello studente italiano Giulio Regeni. L'Egitto è stato accusato dalle autorità e dall'opinione pubblica italiane di mancanza di trasparenza. |
| Eritrea   |                                | Vedi anche: Relazioni bilaterali tra Eritrea e Italia - L'Eritrea ha un’ambasciata a Roma. - L'Italia ha un'ambasciata ad Asmara. |
| Etiopia   |                                | Vedi anche: Relazioni bilaterali tra Etiopia e Italia - L'Etiopia ha un’ambasciata a Roma. - L'Italia ha un'ambasciata ad Addis Abeba. |
| Kenya     | 1963                           | Vedi anche: Relazioni bilaterali tra Italia e Kenya - Le relazioni furono formalmente stabilite dopo che il Kenya ottenne l'indipendenza dal dominio britannico. - L'Italia ha un'ambasciata a Nairobi e 2 consolati a Malindi e Mombasa. - Il Kenya ha un'ambasciata a Roma. |
| Libia     | 1947, 2011                     | Vedi anche: Relazioni bilaterali tra Italia e Libia - Tra il 1911 e il 1947, la Libia fu una colonia italiana. - L'Italia ha un'ambasciata a Tripoli. - La Libia ha un'ambasciata a Roma e 2 consolati generali (a Milano e Palermo). - Il 4 aprile 2011, il Ministro degli Esteri Franco Frattini dichiarò la decisione dell'Italia di riconoscere il Consiglio di transizione nazionale nella città libica orientale di Bengasi come "unico interlocutore legittimo" in Libia. |
| Somalia   |                                | Vedi anche: Relazioni bilaterali tra Italia e Somalia - Le relazioni risalgono al periodo dell'Impero Romano, secoli prima dell'istituzione del Somaliland italiano. - L'Italia riconosce e sostiene il governo federale della Somalia. - La Somalia ha un'ambasciata a Roma. - L'Italia ha un’ambasciata a Mogadiscio. |
| Sudafrica | 1929                           | - L'Italia ha un'ambasciata a Pretoria, un consolato a Johannesburg, 2 consolati (a Città del Capo e Durban) e 2 consolati onorari (a East London e Port Elizabeth). - Il Sudafrica ha un'ambasciata a Roma e 7 consolati onorari (a Bari, Bologna, Firenze, Genova, Napoli, Trieste e Venezia). - Ci sono circa 35 000 persone di origine italiana che vivono in Sudafrica. - Ministero degli Affari Esteri sudafricano sulle relazioni con l'Italia |
| Tunisia   | 1957                           | - L'Italia ha un'ambasciata a Tunisi e 3 consolati onorari (a Biserta, Sfax e Susa). - La Tunisia ha un'ambasciata a Roma, un consolato generale a Palermo, 3 consolati (a Genova, Milano e Napoli) e 2 consolati onorari (a Bari e Novara). - Entrambi i paesi sono membri a pieno titolo dell'Unione per il Mediterraneo. - C'era un'importante comunità italiana che viveva in Tunisia prima dell'indipendenza. - Ministero degli Affari Esteri italiano sulle relazioni con la Tunisia. |

### America
| Stato       | Inizio delle relazioni formali | Note |
| ----------- | ------------------------------ | --- |
| Argentina   | 1837                           | Vedi anche: Relazioni bilaterali tra Argentina e Italia - L'Argentina ha un'ambasciata a Roma e un consolato generale a Milano. - L'Italia ha un'ambasciata a Buenos Aires e consolati generali a Bahía Blanca, Cordova, La Plata e Rosario e consolati a Mar del Plata e Mendoza. - Vedi anche: Italo-argentini |
| Belize      | 1º ottobre 1982                | - Entrambi i paesi hanno instaurato relazioni diplomatiche il 1º ottobre 1982. - Il Belize ha 2 consolati onorari a Palermo e Milano. - L'Italia è rappresentata in Belize attraverso la sua ambasciata a Città del Messico e un consolato onorario. |
| Brasile     | 1861                           | Vedi anche: Relazioni bilaterali tra Brasile e Italia - Il Brasile ha un'ambasciata a Roma e un consolato generale a Milano. - L'Italia ha un'ambasciata a Brasilia e consolati generali a Curitiba, Porto Alegre, Rio de Janeiro e San Paolo e consolati a Belo Horizonte e Recife. - Vedi anche: Emigrazione italiana in Brasile |
| Canada      | 1947                           | Vedi anche: Relazioni bilaterali tra Canada e Italia - Il Canada ha un'ambasciata a Roma e 2 consolati (a Milano e Udine ). - L'Italia ha un'ambasciata a Ottawa, 3 consolati generali (a Montreal, Toronto e Vancouver ). - Entrambi i paesi sono membri a pieno titolo dell'Organizzazione per la cooperazione e lo sviluppo economico, il G8 e la NATO. Ci sono circa 1.500.000 persone di origine italiana che vivono in Canada. - Ministero degli Affari Esteri e del Commercio Internazionale canadese sulle relazioni con l'Italia |
| Cile        | 1864                           | Vedi anche: Relazioni bilaterali tra Cile e Italia - Il Cile ha un'ambasciata a Roma e un consolato generale a Milano. - L'Italia ha un'ambasciata a Santiago. - Vedi anche : Italo-cileni |
| Colombia    | 1847                           | Vedi anche: Relazioni bilaterali tra Colombia e Italia - La Colombia ha un'ambasciata a Roma e un consolato generale a Milano. - L'Italia ha un'ambasciata, con un addetto militare, a Bogotà e tre consolati onorari a Barranquilla, Cali e Cartagena. |
| Costa Rica  |                                | - La Costa Rica ha un'ambasciata a Roma. - L'Italia ha un'ambasciata a San José, Costa Rica. http://www.ambsanjose.esteri.it/Ambasciata_SanJose |
| Cuba        |                                | - Cuba ha un'ambasciata a Roma. - L'Italia ha un'ambasciata a L'Avana. |
| El Salvador |                                | - El Salvador ha un'ambasciata a Roma e un consolato generale a Milano. - L'Italia ha un'ambasciata a San Salvador. |
| Guyana      | 1967                           | Entrambi i paesi stabilirono relazioni diplomatiche il 12 aprile 1967. |
| Messico     | 1874                           | Vedi anche: Relazioni bilaterali tra Italia e Messico - Le relazioni furono stabilite nel 1874 dopo l'Unità d'Italia. Le relazioni diplomatiche furono interrotte durante la Seconda guerra mondiale quando il Messico dichiarò guerra alle potenze dell'asse. Le relazioni furono ristabilite nel 1946. - Il Messico ha un'ambasciata a Roma e un consolato a Milano. - L'Italia ha un'ambasciata a Città del Messico. - Entrambi i paesi sono membri del G-20 e dell'Organizzazione per la cooperazione e lo sviluppo economico. - Vedi anche: Italo-messicani |
| Paraguay    | 1867                           | - L'Italia ha un'ambasciata ad Asunción. - Il Paraguay ha un'ambasciata a Roma. |
| Perù        | 23 dicembre 1874               | - L'Italia e il Perù hanno una storia lunga e molto ricca di connessioni culturali e politiche. - L'Italia ha un'ambasciata a Lima. - Il Perù ha un'ambasciata a Roma e consolati generali a Firenze, Genova, Milano e Torino. - Ci sono tra le 500.000 e le 900.000 persone di origine italiana che vivono in Perù. - Ministero per le relazioni estere peruviano sulle relazioni con l'Italia (solo in spagnolo) |
| Stati Uniti | 11 aprile 1861                 | Vedi anche: Relazioni bilaterali tra Italia e Stati Uniti d'America Gli Stati Uniti d'America hanno un rapporto peculiare con l'Italia, poiché quest'ultima, sconfitta nella Seconda guerra mondiale, è stata un campo di battaglia segreto della Guerra Fredda. L'Italia e gli Stati Uniti sono alleati della NATO e cooperano nelle Nazioni Unite, in varie organizzazioni regionali e bilateralmente. L'Italia ha lavorato a stretto contatto con gli Stati Uniti e con altre nazioni su questioni come le operazioni della NATO e delle Nazioni Unite, nonché con l'assistenza alla Russia e ai Nuovi Stati indipendenti; il processo di pace in Medio Oriente; colloqui multilaterali. In base a accordi bilaterali di lunga data derivanti dall'adesione alla NATO, l'Italia ospita importanti forze militari statunitensi a Vicenza e Pisa (esercito, Camp Darby); Aviano (aeronautica militare); e Sigonella, Gaeta e Napoli - porto di origine della sesta flotta della Marina degli Stati Uniti. Gli Stati Uniti hanno ancora circa 16.000 militari di stanza in Italia. Il NATO War College si trova a Cecchignola, un quartiere di Roma. Inoltre, continuano le indagini sull'uccisione dell'ufficiale del servizio di intelligence militare italiano Nicola Calipari da parte delle truppe statunitensi durante la liberazione di Giuliana Sgrena e sul rapimento e tortura del sospetto terrorista Abu Omar da parte di agenti della CIA. |
| Uruguay     | 1861                           | Vedi anche: Relazioni bilaterali tra Italia e Uruguay - L'Italia ha un'ambasciata a Montevideo e 4 consolati onorari (a Colonia, Maldonado, Melo e Paysandú). - L'Uruguay ha un'ambasciata a Roma, un consolato generale a Milano e 4 consolati onorari (a Bologna, Genova, Livorno e Padova ). - Ci sono circa 1.500.000 persone di origine italiana che vivono in Uruguay. |
| Venezuela   | 1861                           | Vedi anche: Relazioni bilaterali tra Italia e Venezuela - L'Italia ha un'ambasciata a Caracas e un consolato a Maracaibo. - Il Venezuela ha un'ambasciata a Roma e consolati generali a Milano e Napoli. Vedi anche: italo-venezuelani |

### Asia
| Stato          | Inizio delle relazioni formali | Note |
| -------------- | ------------------------------ | --- |
| Afghanistan    | ~ 1919                         | - L'Afghanistan ha un'ambasciata a Roma, che è stata istituita come legazione nel 1921, ed è stata trasferita all'ambasciata nel 1960. Italia ha un'ambasciata a Kabul. - L'Italia fu tra le prime nazioni a riconoscere la sovranità dell'Afghanistan, dopo il riconoscimento del 1919 da parte dell'Unione Sovietica. - Dopo la chiusura della Germania del 1935 con l'Afghanistan, anche l'Italia stabilì stretti rapporti. L'Afghanistan ha resistito alle chiamate da Mosca e Londra per espellere il corpo diplomatico italiano e tedesco per gran parte della Seconda guerra mondiale. - L'Italia ha servito come luogo di esilio per due ex re afgani, Amanullah Khan (deposto nel 1929) e Mohammed Zahir Shah (deposto nel 1973). |
| Armenia        | 12 maggio 1993                 | - L'Armenia ha un'ambasciata a Roma. - L'Italia ha un'ambasciata a Yerevan e un consolato onorario a Gyumri. - L'Italia ha riconosciuto il genocidio armeno nel 2000. - Ci sono circa 2.500 persone di origine armena che vivono in Italia. |
| Azerbaigian    | 8 maggio 1992                  | Vedi anche: Relazioni bilaterali tra Azerbaigian e Italia - L'Azerbaigian ha un'ambasciata a Roma. - L'Italia ha un'ambasciata a Baku. |
| Bangladesh     | ~ 1972                         | Il Bangladesh è un enorme mercato d'importazione per l'Italia. L'Italia ha un'ambasciata a Dhaka. Il Bangladesh ha un'ambasciata a Roma e consolati generali a Milano, Napoli e Firenze |
| Brunei         | ~ 1984                         | L'Italia è rappresentata nel Brunei attraverso la sua ambasciata a Singapore. |
| Cina           | 1970                           | Vedi Relazioni bilaterali tra Italia e Repubblica Popolare Cinese Nel 2005, l'Italia e la Repubblica popolare cinese hanno celebrato il 35 ° anniversario dell'istituzione di relazioni diplomatiche tra le due nazioni. Tuttavia, si dice che le massicce esportazioni cinesi di tessili e calzature in Italia siano una preoccupazione crescente per l'economia e la produttività dell'Italia. |
| Corea del Nord | 2000                           | Vedi Relazioni bilaterali tra Italia e Corea del Nord La Corea del Nord ha un'ambasciata a Roma |
| Corea del Sud  | 24 novembre 1956               | Vedi anche: Relazioni bilaterali tra Italia e Corea del Sud - L'istituzione di relazioni diplomatiche tra l'Italia e la Corea del Sud iniziò il 24 novembre 1956. - L'Italia ha un accordo sul programma di ferie di lavoro con la Corea del Sud. - Durante la Guerra di Corea l'Italia inviò personale medico per aiutare la Corea del Sud. - L'Italia ha un'ambasciata a Seul. - La Corea del Sud ha un'ambasciata a Roma. - Commercio bilaterale nel 2014 - Esporta 3.115.000.000 di euro - Importa 5.616.000.000 di euro - Investimenti bilaterali nel 2014 - Gli investimenti della Corea del Sud in Italia ammontano a 590.000.000 euro - Gli investimenti italiani in Corea del Sud ammontano a 484.000.000 euro - Il numero dei sudcoreani che vivevano in Italia nel 2012 era di circa 4.054. - Il primo ministro italiano Mario Monti ha visitato Seoul nel marzo 2012. (Per partecipare al vertice sulla sicurezza nucleare di Seoul) - Il presidente della Repubblica di Corea Park Geun-hye ha visitato Roma nell'ottobre 2014. - Dal 20 al 24 novembre 2011, 54 aziende italiane partecipanti, 8 associazioni di categoria e camere di commercio e 7 banche hanno tenuto oltre 300 incontri con 139 società coreane. Gli eventi sono stati promossi da Confindustria (la federazione italiana dei datori di lavoro), dall'Associazione bancaria italiana (ABI), dal Ministero dello sviluppo economico (MiSE) e dal Ministero degli affari esteri (AMF). Ha preso la forma di seminari, workshop, incontri B2B ed eventi istituzionali, nonché visite a rappresentanze dell'industria coreana. Questa è stata la prima iniziativa strutturata, con un'ampia rappresentanza commerciale in Corea, da parte del sistema economico italiano da quando è entrato in vigore l'accordo di libero scambio UE-Corea (ALS). |
| Filippine      | 1947                           | Vedi anche: Relazioni bilaterali tra Italia e Filippine - Le relazioni bilaterali e diplomatiche tra Italia e Filippine vengono stabilite nel 1947. Un trattato di amicizia, firmato a Roma e ratificato nel dicembre 1948. L'Italia ha un'ambasciata a Manila e le Filippine hanno un'ambasciata a Roma. |
| Georgia        |                                | Vedi anche: Relazioni bilaterali tra Italia e Georgia - La Georgia ha un'ambasciata a Roma. - L'Italia ha un'ambasciata a Tbilisi. - Ministero degli Affari Esteri georgiano sulle relazioni con l'Italia |
| Giappone       | 31 marzo 1867                  | - Entrambi i paesi si allearono con la Germania durante la Seconda guerra mondiale (sebbene il Regno d'Italia lasciò l'alleanza nel 1943, la Repubblica Sociale Italiana a controllo tedesco vi aderì lo stesso anno). - L'Italia ha un'ambasciata a Tokyo, un consolato generale a Osaka e 3 consolati onorari (a Hiroshima, Nagoya e Okinawa ). - Il Giappone ha un'ambasciata a Roma, un consolato generale a Milano. - Ministero degli Affari Esteri giapponese sulle relazioni con l'Italia |
| India          | 1950                           | Vedi anche: Relazioni bilaterali tra India e Italia - L'India ha un'ambasciata a Roma. - L'Italia ha un'ambasciata a Nuova Delhi. e un consolato generale a Mumbai Nel 2012, le relazioni sono peggiorate a seguito del caso Enrica Lexie |
| Indonesia      | 1952                           | Vedi anche: Relazioni bilaterali tra Italia e Indonesia - Entrambe le nazioni hanno mostrato un forte desiderio di migliorare le loro relazioni, specialmente nella comprensione e nel commercio interculturali. - L'Indonesia riconosce la posizione strategica dell'Italia e il ruolo importante nel mezzo della regione mediterranea, mentre l'Italia ha favorito le relazioni con l'Indonesia e vede l'Indonesia come leader nel sud-est asiatico. - Le relazioni tra due paesi non sono solo importanti per colmare le due comunità regionali; Unione Europea e ASEAN, ma anche vitale come dialogo interculturale e interreligioso. - L'Indonesia ha un'ambasciata a Roma, anch'essa accreditata a Malta, Cipro, San Marino, mentre l'Italia ha un'ambasciata a Giacarta. |
| Iran           | 1862                           | Vedi anche: Relazioni bilaterali tra Iran e Italia Il commercio tra Iran e Italia si è attestato a $ 2,7 miliardi nel 2001 e 3,885 miliardi di euro nel 2003. Nel 2005, l'Italia è stato il terzo partner commerciale dell'Iran con il 7,5% di tutte le esportazioni verso l'Iran. Italia è stato il principale partner commerciale dell'Iran nell'Unione europea all'inizio del 2006. Gli scambi commerciali hanno raggiunto i 6 miliardi di euro nel 2008. Sebbene l'Italia porti una grande popolazione di membri dell'MKO, così come molti altri dell'Unione europea afferma, l'Italia considera ufficialmente il gruppo un'organizzazione terroristica. |
| Iraq           |                                | Vedi anche: Relazioni bilaterali tra Italia e Iraq L'Iraq ha un'ambasciata a Roma e l'Italia ha un'ambasciata a Baghdad e un consolato generale a Bassora. |
| Israele        | 1948                           | Vedi anche: Relazioni bilaterali tra Israele e Italia - L'Italia ha un'ambasciata a Tel Aviv, due consolati generali a Gerusalemme ovest e Gerusalemme est e 4 consolati onorari (a Beersheba, Eilat, Haifa e Nazareth ). - Israele ha un'ambasciata a Roma. - Entrambi i paesi sono membri a pieno titolo dell'Unione per il Mediterraneo. - Vedi anche: ebrei italiani |
| Kazakistan     | 1992                           | Vedi anche: Relazioni bilaterali tra Italia e Kazakistan - Nel 2017, gli scambi tra il Kazakistan e l'Italia sono ammontati a 8,6 miliardi di euro, con un aumento del 13,5% rispetto al 2016. |
| Libano         |                                | Vedi anche: Relazioni bilaterali tra Italia e Libano - Entrambi i paesi sono membri dell'Unione per il Mediterraneo. - Il Libano ha aperto una legazione nel 1946, che è stata trasformata in un'ambasciata nel 1955. - Entrambi i paesi hanno firmato un trattato di amicizia, cooperazione e navigazione nel 1949. - L'Italia ha sostenuto la ricostruzione del Libano dopo l'accordo di Taef. - 'Vedi anche: italo-libanesi |
| Malaysia       |                                | Vedi anche: Relazioni bilaterali tra Italia e Malaysia - L'Italia ha un'ambasciata a Kuala Lumpur. - La Malesia ha un'ambasciata a Roma. |
| Pakistan       |                                | - Pakistan e Italia intrattengono stretti rapporti in tutti i campi. Entrambi i paesi hanno formalmente relazioni estere amichevoli. Ci sono oltre 100.000 pakistani che vivono in Italia, principalmente a Milano, Brescia e Carpi. - Il Pakistan ha un'ambasciata a Roma e un consolato generale a Milano per rappresentanza - L'Italia mantiene un'ambasciata a Islamabad, un consolato generale a Karachi e un consolato onorario a Lahore. |
| Qatar          |                                | Vedi anche: Relazioni bilaterali tra Italia e Qatar - Il Qatar ha un'ambasciata a Roma. - L'Italia ha un'ambasciata a Doha. |
| Singapore      | 28 ottobre 1965                | - L'Italia ha un'ambasciata a Singapore. - Singapore ha un consolato generale a Roma. |
| Thailandia     | 1870                           | - L'Italia ha un'ambasciata a Bangkok e due consolati onorari (a Chiang Mai e Phuket ). - La Thailandia ha un'ambasciata a Roma. |
| Turchia        | 1856                           | - L'Italia ha un'ambasciata ad Ankara, un consolato generale a Istanbul, un consolato İzmir e 3 consolati onorari a Bursa, Antalya e İskenderun. - La Turchia ha un'ambasciata a Roma e un consolato generale a Milano. - Entrambi i paesi sono membri a pieno titolo della NATO e dell'Unione per il Mediterraneo. - Nel 2006, la Turchia e l'Italia hanno celebrato il 150º anniversario dell'apertura delle relazioni diplomatiche. - La Turchia è una destinazione privilegiata per i turisti italiani - Ministero degli Affari Esteri turco sulle relazioni con l'Italia |
| Turkmenistan   | 1992                           | - Il Turkmenistan ha un'ambasciata a Roma. - L'Italia ha un'ambasciata ad Ashgabat. |
| Vietnam        | 23 marzo 1973                  | - L'Italia ha un'ambasciata ad Hanoi e un consolato generale a Ho Chi Minh City. - Il Vietnam ha un'ambasciata a Roma. - Ministero degli Affari Esteri vietnamita sulle relazioni con l'Italia |

### Europa
| Albania              | 1912            | Vedi anche: Relazioni bilaterali tra Italia e Albania Il Regno d'Italia sostenne la Dichiarazione di Indipendenza albanese nel 1912 Protettorato italiano dell'Albania Invasione italiana dell'Albania Regno albanese (1939–1943) Coloni italiani in Albania - L'Albania ha un'ambasciata a Roma e un consolato generale a Bari e Milano, già in altre città come Firenze e Palermo. - L'Italia ha un'ambasciata a Tirana e consolati ad Argirocastro, Scutari e Valona. - L'Italia è uno dei più forti alleati dell'Albania all'interno dell'Unione europea. Entrambi i paesi sono membri a pieno titolo dell'Unione per il Mediterraneo, del Consiglio d'Europa e della NATO. - L'Albania ospita 20.000 migranti italiani e ha 5.000 persone di origine italiana. - L'Italia ospita la storica comunità indigena degli Albanesi d'Italia e 900.000 albanesi di nuova immigrazione, di cui recentemente molti naturalizzati italiani. - L'italiano è la lingua straniera più parlata in Albania. - La lingua albanese è tra le lingue più parlate in Italia, quella non romanza con più parlanti attivi, con gli immigrati albanesi che compongono attualmente la seconda comunità straniera nel Paese, più gli oltre 100.000 italo-albanesi del sud d'Italia che parlano la lingua arbëreshe, versione arcaica dell'albanese comune. |  |  |  |  |
| Andorra              |                 | L'Italia è rappresentata in Andorra attraverso la sua ambasciata a Madrid (Spagna) e un consolato onorario ad Andorra La Vella. |  |  |  |  |
| Austria              |                 | Vedi Relazioni bilaterali tra Italia e Austria - Entrambe le nazioni facevano parte dell'Impero austriaco. - L'Austria ha un'ambasciata a Roma, un consolato generale a Milano e 10 consolati onorari (a Bari, Bologna, Firenze, Genova, Napoli, Palermo, Trieste, Torino, Venezia e Verona). * L'Italia ha un'ambasciata a Vienna, un consolato a Innsbruck e 5 consolati onorari (a Graz, Klagenfurt, Linz, Rankweil e Salisburgo). |  |  |  |  |
| Bielorussia          |                 | - La Bielorussia ha un'ambasciata a Roma e 2 consolati onorari (a Napoli e Torino). - L'Italia ha un'ambasciata a Minsk. |  |  |  |  |
| Belgio               |                 | - Il Belgio ha un'ambasciata a Roma e un consolato generale a Milano. - L'Italia ha un'ambasciata a Bruxelles, 2 consolati generali (a Charleroi e Liegi) e 2 consolati (a Genk e Mons). - Entrambi i paesi sono membri a pieno titolo dell'Organizzazione per la cooperazione e lo sviluppo economico, dell'Unione europea e della NATO. - Ci sono circa 172.000 persone di origine italiana che vivono in Belgio. |  |  |  |  |
| Bosnia ed Erzegovina |                 | - L'Italia ha un'ambasciata a Sarajevo e un consolato onorario a Banja Luka. |  |  |  |  |
| Bulgaria             | 1879            | Vedi anche: Relazioni bilaterali tra Italia e Bulgaria - La Bulgaria ha un'ambasciata a Roma, un consolato generale a Milano e 6 consolati onorari (ad Ancona, Firenze, Genova, Napoli, Torino e Treviso). - L'Italia ha un'ambasciata a Sofia e un consolato onorario a Plovdiv e Stara Zagora. |  |  |  |  |
| Croazia              | 17 gennaio 1992 | Vedi anche: Relazioni bilaterali tra Italia e Croazia - La Croazia ha un'ambasciata a Roma, 2 consolati generali (a Milano e Trieste) e 5 consolati onorari (a Bari, Firenze, Montemitro, Napoli e Padova). [19] - L'Italia ha un'ambasciata a Zagabria, un consolato generale a Fiume, un consolato a Spalato e 2 consolati onorari (a Buje e Pola). [20] - Entrambi i paesi sono membri a pieno titolo del Consiglio d'Europa e dell'Unione per il Mediterraneo. - Ci sono circa 19.500 persone di origine italiana che vivono in Croazia. - Ci sono 21.360 croati che vivono in Italia. |  |  |  |  |
| Cipro                |                 | - Cipro ha un'ambasciata a Roma e 5 consolati onorari (a Genova, Milano, Napoli, Perugia e Augusta). - L'Italia ha un'ambasciata a Nicosia e 2 consolati onorari (a Limassol e Larnaca). - Entrambi i paesi sono membri a pieno titolo dell'Unione Europea, del Consiglio d'Europa e dell'Unione per il Mediterraneo. - Esistono lunghi legami culturali e storici tra i due paesi, poiché Cipro ha fatto parte dell'Impero romano ed è stato un regno veneziano, mentre in Italia vi sono minoranze di lingua greca. - Cipro riconosce i latini, i discendenti delle famiglie veneziane cattoliche romane che si stabilirono sull'isola, come minoranza protetta, e concede la rappresentanza in parlamento. - Affari esteri di Cipro: elenco dei trattati bilaterali con l'Italia |  |  |  |  |
| Danimarca            |                 | Vedi anche: Relazioni bilaterali tra Italia e Danimarca - La Danimarca ha un'ambasciata a Roma e 16 consolati (ad Ancona, Bari, Cagliari, Firenze, Genova, La Spezia, Livorno, Messina, Milano, Napoli, Palermo, Sanremo, Taormina, Torino, Trieste e Venezia). - L'Italia ha un'ambasciata a Copenaghen e due vice consolati onorari ad Aalborg e Thorshavn. |  |  |  |  |
| Estonia              |                 | - L'Italia ha riconosciuto l'Estonia il 26 gennaio 1921. L'Italia ha riconosciuto nuovamente l'Estonia il 27 agosto 1991. - L'Estonia ha un'ambasciata a Roma e sei consolati onorari (a Cagliari, Firenze, Genova, Milano, Napoli e Torino). - L'Italia ha un'ambasciata a Tallinn. - Entrambi i paesi sono membri a pieno titolo della NATO e dell'Unione Europea. - Ministero degli Affari Esteri estone sulle relazioni con l'Italia |  |  |  |  |
| Finlandia            |                 | Vedi anche: estere della Finlandia - L'Italia riconobbe l'indipendenza della Finlandia il 27 giugno 1919. - L'Italia è rappresentata in Finlandia attraverso la sua ambasciata a Helsinki e i suoi consolati onorari a Hanko, Jyväskylä, Kotka, Kuopio, Oulu, Pori, Rovaniemi, Tampere, Turku e Vaasa. - La Finlandia ha un'ambasciata a Roma, due generali consolati onorari a Milano e Torino e altri consolati onorari a Genova, Bari, Cagliari, Catania, Firenze, Livorno, Messina, Napoli, Palermo, Rimini, Trieste e Venezia. - Ministero degli Affari Esteri finlandese: relazioni con l'Italia |  |  |  |  |
| Francia              |                 | Vedi anche: Relazioni bilaterali tra Francia e Italia - L'Italia ha un'ambasciata a Parigi e consolati a Bordeaux, Lione, Lourdes, Marsiglia, Metz, Nizza, Tolone, Tolosa, Saint-Denis, Riunione, Fort-de-France (Martinica), Kourou (Guyana francese), Pointe-à-Pitre (Guadalupa), Nouméa (Nuova Caledonia). - La Francia ha un'ambasciata a Roma e consolati ad Ancona, Aosta, Bari, Bologna, Brindisi, Cagliari, Catania, Cosenza, Firenze, Genova, La Spezia, Livorno, Milano, Napoli, Palermo, Parma, Perugia, Pescara, Reggio Calabria, Sassari, Trento, Trieste, Torino, Venezia e Ventimiglia. |  |  |  |  |
| Germania             |                 | Vedi anche: Relazioni bilaterali tra Italia e Germania - I legami tra queste due nazioni possono essere fatti risalire al tempo in cui facevano parte del Sacro Romano Impero. - Le relazioni furono stabilite dopo l'Unità d'Italia. - Entrambi i paesi intrattengono relazioni amichevoli e sono stati membri dell'Asse durante la Seconda guerra mondiale, hanno formato un'alleanza durante la Guerra fredda (Germania occidentale) e sono membri a pieno titolo dell'Unione europea. - L'Italia ha un'ambasciata a Berlino e consolati a Colonia, Francoforte, Friburgo, Amburgo, Hannover, Monaco, Norimberga, Saarbrücken e Stoccarda. - La Germania ha un'ambasciata a Roma e un consolato generale a Milano. |  |  |  |  |
| Grecia               | 1861            | Vedi anche: Relazioni bilaterali tra Grecia e Italia Nei tempi moderni, entrambi i paesi stabilirono relazioni diplomatiche nel 1861, immediatamente dopo l'Unità d'Italia. - L'Italia ha un'ambasciata ad Atene e 15 consolati onorari ad Alessandropoli, Cefalonia, Chania, Chios, Corfù, Corinto, Giannina, Candia, Kavala, Larissa, Patrasso, Rodi, Salonicco, Santorini e Volo. - La Grecia ha un'ambasciata a Roma, 2 consolati generali a Milano e Napoli, un consolato a Venezia e 11 consolati onorari a Trieste (Generale), Torino (Generale), Ancona, Catania, Livorno, Bari, Bologna, Brindisi, Firenze, Palermo , Perugia e un consolato portuale di Genova. - Entrambi i paesi sono membri a pieno titolo del Consiglio d'Europa, dell'Organizzazione per la cooperazione e lo sviluppo economico e dell'Unione europea e della NATO. - Esiste una piccola comunità grecofona che vive nel sud Italia, più persone di origine greca di nuova immigrazione. - Un'approssimazione di 20.000 italiani cattolici romani o persone di origine italiana vivono in Grecia, la maggior parte delle quali nelle Isole Ionie, nella Grecia occidentale e nella capitale Atene. |  |  |  |  |
| Irlanda              |                 | - L'Irlanda ha un'ambasciata a Roma e un consolato onorario a Milano. - L'Italia ha un'ambasciata a Dublino. e un consolato onorario a Galway. - Entrambi i paesi sono membri a pieno titolo dell'Unione europea e del Consiglio d'Europa. |  |  |  |  |
| Islanda              |                 | - L'Islanda è rappresentata in Italia attraverso la sua ambasciata a Parigi. - L'Italia è rappresentata in Islanda attraverso la sua ambasciata a Oslo (Norvegia) e un consolato onorario a Reykjavík. - Entrambi i paesi sono membri a pieno titolo del Consiglio d'Europa, della NATO e dell'Organizzazione per la cooperazione e lo sviluppo economico. |  |  |  |  |
| Kosovo               |                 | Vedi anche: Relazioni bilaterali tra Italia e Kosovo L'Italia ha riconosciuto il Kosovo il 21 febbraio 2008. L'Italia ha un'ambasciata a Pristina dal 15 maggio 2008. Il Kosovo aprirà un'ambasciata a Roma. |  |  |  |  |
| Lettonia             | 30 agosto 1991  | - L'Italia non ha mai riconosciuto ufficialmente l'annessione degli stati baltici da parte dell'URSS. - Entrambi i paesi hanno rinnovato le loro relazioni diplomatiche il 30 agosto 1991. - Dal 1992, l'Italia ha un'ambasciata a Riga. - La Lettonia ha un'ambasciata a Roma e 7 consolati onorari (a Bari, Firenze, Milano, Modena, Napoli, Palermo e Trieste). Entrambi i paesi sono membri a pieno titolo della NATO e dell'Unione europea. - Ministero degli Affari Esteri lettone sulle relazioni con l'Italia |  |  |  |  |
| Liechtenstein        |                 | - L'Italia è rappresentata nel Liechtenstein attraverso la sua ambasciata a Berna (Svizzera) |  |  |  |  |
| Lituania             |                 | - L'Italia ha un'ambasciata a Vilnius. - La Lituania ha un'ambasciata a Roma e 6 consolati onorari (a Bari, Cagliari, Genova, Milano, Torino e Venezia). - Entrambi i paesi sono membri a pieno titolo della NATO e dell'Unione Europea. - Ministero degli Affari Esteri lituano: elenco dei trattati bilaterali con l'Italia (solo in lituano) Archiviato il 30 settembre 2011 in Internet Archive. |  |  |  |  |
| Lussemburgo          | 1902            | - L'Italia ha un'ambasciata nella città di Lussemburgo. - Il Lussemburgo ha un'ambasciata a Roma e 9 consolati onorari (a Firenze, Genova, Milano, Napoli, Palermo, Perugia, Riccione, Torino e Venezia).* Entrambi i paesi sono membri a pieno titolo dell'Organizzazione per la cooperazione e lo sviluppo economico, dell'Unione europea e della NATO. - Ci sono circa 30.000 persone di origine italiana che vivono in Lussemburgo. |  |  |  |  |
| Macedonia del Nord   | 1991            | - L'Italia ha un'ambasciata a Skopje - La Macedonia del Nord ha un'ambasciata a Roma. |  |  |  |  |
| Malta                |                 | Vedi anche: Relazioni bilaterali tra Italia e Malta - Entrambi i paesi hanno stabilito relazioni diplomatiche ufficiali subito dopo l'indipendenza di Malta. - L'Italia ha un'ambasciata a La Valletta. - Malta ha un'ambasciata a Roma e 18 consolati onorari (a Bari, Bologna, Brescia, Cagliari, Catania, Genova, L'Aquila, Livorno, Milano, Napoli, Palermo, Perugia, Reggio Calabria, Savona, Siracusa, Torino, Trieste e Venezia). - Entrambi i paesi sono membri a pieno titolo dell'Unione europea e dell'Unione per il Mediterraneo. |  |  |  |  |
| Moldavia             |                 | Vedi anche: Relazioni bilaterali tra Italia e Moldavia - L'Italia ha aperto un'ambasciata a Chişinău. L'attuale ambasciatore italiano in Moldavia con residenza a Bucarest è Daniele Mancini. - Ambasciata della Repubblica di Moldavia a Roma Archiviato il 21 luglio 2009 in Internet Archive. - Ambasciata italiana a Bucarest - Ministero degli Affari Esteri della Repubblica di Moldavia - Ministero degli Affari Esteri Archiviato il 2 febbraio 2016 in Internet Archive. |  |  |  |  |
| Monaco               |                 | Vedi anche: Italia-Monaco - L'Italia ha un'ambasciata a Monaco. - Monaco ha un'ambasciata a Roma e un consolato onorario a Venezia. |  |  |  |  |
| Montenegro           | 14 giugno 2006  | - L'Italia ha riconosciuto l'indipendenza del Montenegro il 14 giugno 2006. - Il Montenegro ha un'ambasciata a Roma e un consolato onorario a Pisa. - Entrambi i paesi sono membri a pieno titolo dell'Unione per il Mediterraneo e del Consiglio d'Europa. - Ambasciata italiana a Podgorica Archiviato il 13 febbraio 2016 in Internet Archive. |  |  |  |  |
| Norvegia             |                 | - L'Italia ha un'ambasciata a Oslo e consolati ad Ålesund, Bergen, Stavanger, Tromsø e Trondheim |  |  |  |  |
| Paesi Bassi          |                 | - I Paesi Bassi hanno un'ambasciata a Roma, un consolato generale a Milano e 14 consolati onorari (ad Ancona, Bari, Bologna, Cagliari, Catania, Firenze, Genova, Livorno, Napoli, Palermo, Trieste, Torino, Venezia e Verona). - L'Italia ha un'ambasciata a L'Aia, un consolato generale ad Amsterdam e un consolato onorario a Willemstad (isola di Curaçao). - Entrambi i paesi sono membri a pieno titolo dell'Organizzazione per la cooperazione e lo sviluppo economico, dell'Unione europea e della NATO. - Ministero degli Affari Esteri olandese sulle relazioni con l'Italia (solo in olandese) |  |  |  |  |
| Polonia              | 1919            | Vedi anche: Relazioni bilaterali tra Italia e Polonia - Nel 1918, l'Italia fu il primo paese in Europa a riconoscere la sovranità della Polonia. - L'Italia ha un'ambasciata a Varsavia e 2 consolati onorari (a Gdynia e Cracovia). - La Polonia ha un'ambasciata a Roma e 2 consolati generali (a Catania e Milano). - Entrambi i paesi sono membri a pieno titolo del Consiglio d'Europa, dell'Organizzazione per la cooperazione e lo sviluppo economico, della NATO e dell'Unione europea. - Ci sono circa 50.000 polacchi che vivono in Italia. - La più grande religione di entrambi i paesi è il cattolicesimo romano. |  |  |  |  |
| Portogallo           |                 | - L'Italia ha un'ambasciata a Lisbona e consolati a Faro, Funchal e Oporto. - Il Portogallo ha un'ambasciata a Roma e consolati onorari a Milano, Torino, Venezia, Trieste, Genova, Firenze, Livorno, Napoli, Bari e Palermo. |  |  |  |  |
| Regno Unito          |                 | Vedi anche: Italia - Regno Unito Sebbene nemici durante la Seconda guerra mondiale, il Regno Unito e l'Italia hanno generalmente goduto di un rapporto cordiale e amichevole nel corso della storia. Entrambi gli stati abbracciano l'adesione alla NATO, all'OSCE e al G8 Tra i 4 ei 5 milioni di turisti britannici visitano l'Italia ogni anno, mentre 1 milione di turisti italiani visitano il Regno Unito. Ci sono circa 19.000 cittadini britannici che vivono in Italia e 700.000 italiani che vivono nel Regno Unito, la metà dei quali registrati presso AIRE (anagrafico di cittadini italiani che vivono all'estero). |  |  |  |  |
| Rep. Ceca            |                 | - La Repubblica Ceca ha un'ambasciata a Roma, un consolato generale a Milano e 5 consolati onorari (a Firenze, Napoli, Palermo, Udine e Venezia). - L'Italia ha un'ambasciata a Praga e un consolato onorario a Brno. - Entrambi i paesi sono membri a pieno titolo della NATO e dell'Unione Europea. |  |  |  |  |
| Romania              | 23 aprile 1873  | Vedi anche: Relazioni bilaterali tra Italia e Romania - L'Italia ha un'ambasciata a Bucarest, un consolato generale a Timișoara e 4 consolati onorari (a Cluj-Napoca, Costanza, Craiova e Piatra Neamţ). - La Romania ha un'ambasciata a Roma, un consolato generale a Milano e 3 consolati onorari (a Firenze, Genova e Treviso). - Entrambi i paesi sono membri a pieno titolo della NATO e dell'Unione Europea. - Ci sono circa 750.000 a 1.000.000 di persone di origine rumena che vivono in Italia. - Vedi anche Romeni in Italia |  |  |  |  |
| Russia               |                 | Vedi anche: Relazioni bilaterali tra Italia e Russia La Russia ha un'ambasciata a Roma, cinque consolati generali a Genova, Milano e Palermo, Bari e Ancona e due consolati onorari a Pisa e Firenze, e l'Italia ha un'ambasciata a Mosca, un consolato a San Pietroburgo, due generali di console (a Ekaterinburg e Kaliningrad) e due filiali di ambasciata a (Samara e Volgograd). Entrambi i paesi sono membri a pieno titolo del Consiglio d'Europa e dell'Organizzazione per la sicurezza e la cooperazione in Europa. La Russia intrattiene strette relazioni con l'Italia. Nel 2006, la Russia e l'Italia hanno firmato un protocollo di cooperazione per combattere il crimine e difendere le libertà civili. Vi sono stretti legami commerciali tra i due paesi. L'Italia è il secondo importante partner commerciale della Russia nell'UE, dopo la Germania. e la sua compagnia energetica statale, ENI, ha recentemente firmato un importantissimo contratto a lungo termine con Gazprom, per importare gas russo in Italia. Il rapporto tra Russia e Italia risale a molto tempo fa. Già negli anni '60, la FIAT italiana costruì un impianto di assemblaggio di automobili nella città sovietica di Togliatti (una città che prende il nome dal segretario del Partito comunista italiano Palmiro Togliatti). I russi hanno sempre visitato l'Italia in gran numero. Molti studenti russi vengono in Italia ogni anno per studiare arte e musica. A differenza di molti altri paesi dell'Europa occidentale, tradizionalmente l'Italia ha sempre mantenuto buoni rapporti con la Russia, anche durante l'era sovietica. In particolare, il governo Silvio Berlusconi (2001-2006) ha rafforzato i legami dell'Italia con la Russia, grazie alla sua amicizia personale con il presidente Vladimir Putin. La cooperazione si estende anche al settore dell'aviazione, tra l'Italia Alenia e la Russia Sukhoi, che stanno sviluppando congiuntamente un nuovo velivolo. Infine, per lungo tempo l'Italia ha avuto il più grande partito comunista nel mondo occidentale, con oltre 2 milioni di membri. |  |  |  |  |
| San Marino           |                 | - L'Italia ha un'ambasciata a San Marino. - San Marino ha un'ambasciata a Roma. |  |  |  |  |
| Santa Sede           |                 | Vedi anche: Relazioni bilaterali tra Italia e Santa Sede A causa delle dimensioni dello Stato della Città del Vaticano, le ambasciate accreditate presso la Santa Sede hanno sede sul territorio italiano. I trattati firmati tra l'Italia e lo Stato della Città del Vaticano consentono tali imbarazzi. L'Ambasciata d'Italia presso la Santa Sede è unica tra le ambasciate straniere in quanto è l'unica ambasciata basata sul suo territorio di origine. La Santa Sede intrattiene relazioni diplomatiche formali con 176 stati sovrani, l'Unione Europea e l'Ordine di Malta; 69 delle missioni diplomatiche accreditate presso la Santa Sede sono situate a Roma, sebbene quei paesi abbiano due ambasciate nella stessa città, poiché, per accordo tra la Santa Sede e l'Italia, la stessa persona non può essere accreditata contemporaneamente ad entrambi. Ciò è dimostrato chiaramente dal fatto che l'Italia riconosce la Repubblica popolare cinese e, come tale, l'ambasciata cinese è a Roma. Tuttavia, lo Stato della Città del Vaticano riconosce Taiwan e, come tale, anche l'ambasciata di Taiwan presso la Santa Sede è a Roma. Poiché l'Italia è stata il primo Paese a riconoscere la Santa Sede come nazione sovrana, la loro ambasciata è stata la prima ad essere istituita. |  |  |  |  |
| Serbia               | 1879            | - L'Italia ha un'ambasciata a Belgrado. - La Serbia ha un'ambasciata a Roma e 2 consolati generali (a Milano e Trieste). - Ci sono circa 55.000 persone di origine serba che vivono in Italia. - Ministero degli Affari Esteri serbo sulle relazioni con l'Italia Archiviato il 19 maggio 2011 in Internet Archive. |  |  |  |  |
| Slovacchia           |                 | - L'Italia ha un'ambasciata a Bratislava |  |  |  |  |
| Slovenia             |                 | - L'Italia ha un'ambasciata a Lubiana e un consolato a Capodistria. - La Slovenia ha un’ambasciata a Roma e due consolati generali a Trieste e Milano. |  |  |  |  |
| Spagna               |                 | Vedi anche: Relazioni bilaterali tra Italia e Spagna Entrambi i paesi stabilirono relazioni diplomatiche dopo l'unificazione dell'Italia. Rapporti tra l'Italia La Spagna è rimasta forte e affabile per secoli a causa di vari legami politici, culturali e storici tra le due nazioni. |  |  |  |  |
| Svezia               |                 | - L'Italia ha un'ambasciata a Stoccolma e consolati a Göteborg, Karlstad, Luleå, Malmö, Sundsvall e Umeå. |  |  |  |  |
| Svizzera             |                 | Vedi anche: Relazioni bilaterali tra Italia e Svizzera |  |  |  |  |
| Ucraina              | 1992            | Vedi anche: Relazioni bilaterali tra Italia e Ucraina - L'Italia ha un'ambasciata a Kiev. - L'Ucraina ha un'ambasciata a Roma, consolato generale a Milano e a Napoli, e 6 consolati onorari (a Bari, Firenze, Genova, Napoli, Padova e Reggio Calabria). - Entrambi i paesi sono membri a pieno titolo del Consiglio d'Europa. Ci sono circa 120.000 persone di origine ucraina che vivono in Italia. |  |  |  |  |
| Ungheria             |                 | - L'Ungheria ha un'ambasciata a Roma, un consolato generale a Milano e 11 consolati onorari (a Bari, Bologna, Firenze, Genova, Napoli, Palermo, Perugia, Trieste, Torino, Venezia e Verona). - L'Italia ha un'ambasciata a Budapest e 3 consolati onorari (a Nyíregyháza, Pécs e Seghedino). - Entrambi i paesi sono membri a pieno titolo della NATO e dell'Unione Europea. |  |  |  |  |

### Oceania
| Stato         | Inizio delle relazioni formali | Note |
| ------------- | ------------------------------ | --- |
| Australia     | 1949                           | Vedi anche: Relazioni bilaterali tra Italia e Australia - L'Italia è rappresentata in Australia da un'ambasciata (Canberra), 2 consolati generali (Melbourne e Sydney) e tre consolati (Brisbane, Perth e Adelaide). - L'Australia ha un'ambasciata a Roma, due consolati generali a Milano e Napoli e un consolato onorario a Venezia. - Vedi anche: Italo-australiani |
| Nuova Zelanda | 22 agosto 1950                 | Vedi anche: Relazioni bilaterali tra Nuova Zelanda e Italia - L'Italia è rappresentata in Nuova Zelanda con un'ambasciata a Wellington. - La Nuova Zelanda ha due consolati generali a Milano e Napoli. - Vedi anche: Emigrazione italiana in Nuova Zelanda |

## Rapporti con le organizzazioni internazionali
L'Italia è uno dei membri fondatori della Comunità Europea – ora Unione europea (UE). La nazione è stata ammessa alle Nazioni Unite nel 1955 ed è un membro della NATO, dell'Organizzazione per la cooperazione e lo sviluppo economico (OCSE), dell'Organizzazione mondiale del commercio (WTO), dell'Organizzazione per la sicurezza e la cooperazione in Europa (OSCE) e del Consiglio d'Europa. Ha presieduto il CSCE (il precursore dell'OSCE) nel 1994, l'OSCE nel 2018, la UE nel 1996, il G8 nel 2001, il G20 (paesi industrializzati) nel 2021 e la presidenza del Consiglio dell'Unione Europea dal luglio al dicembre 2003 e dal luglio al dicembre 2014.
Il governo italiano si impegna per raggiungere il consenso delle altre nazioni europee su vari aspetti, come la difesa e la sicurezza, internamente alla UE, come nella NATO. L'integrazione europea e lo sviluppo di una difesa e di una forza di polizia comune continuano ad essere un interesse primario per l'Italia.
Nel febbraio 2007 l'Italia, la Gran Bretagna, il Canada, la Norvegia e la Russia hanno annunciato il loro comune impegno di lanciare un progetto da 1,5 miliardi di dollari per aiutare a sviluppare vaccini che potrebbero salvare milioni di vite, chiedendo ad altri di unirsi a loro.

### Supporto nelle operazioni di Peacekeeping
L'Italia ha partecipato e ha mandato truppe in supporto delle missioni di pace dell'ONU in Somalia, Mozambico e Timor Est e fornito un supporto cruciale per le operazioni NATO ed ONU in Bosnia, Kosovo ed Albania. Il paese ha partecipato anche alle operazioni “Enduring Freedom” (OEF), International Security Assistance Force e Operazione Sostegno Risoluto in Afghanistan dal febbraio 2003 all'agosto 2021. Nell'agosto 2006 l'Italia ha mandato circa 3000 soldati in Libano per la missione di pace dell'ONU “UNIFIL”. Inoltre, dal 2 febbraio 2007 al 2010, un italiano, Claudio Graziano, è stato il comandante delle forze ONU nel Paese.
L'Italia ha inoltre partecipato agli sforzi internazionali per ricostruire e stabilizzare l'Iraq attraverso il suo contingente militare di circa 3200 uomini, come volontari umanitari e altri ufficiali. Le truppe sono rimaste in Iraq fino al dicembre 2006 quando sono state ritirate dal governo Prodi.

## Rapporti con gli Stati Uniti
Le relazioni tra l'Italia e gli Stati Uniti d'America sono iniziate formalmente nel 1861.
Gli Stati Uniti intrattengono una relazione peculiare con l'Italia. Durante la Seconda guerra mondiale, l'Italia, in quanto stretta alleata della Germania ed una delle principali componenti delle potenze dell'asse, era una nazione nemica degli Stati Uniti fino al 1943, dove, con l'espulsione di Mussolini dal governo e con la nomina di Pietro Badoglio come nuovo capo del governo, venne firmato un armistizio con gli alleati, cessando le ostilità. Dopo che i nazisti liberarono Mussolini per fargli fondare la Repubblica Di Salò, l'Italia si trovò divisa in due, con il nord dominato dai nazifascisti, e il sud, il quale era nelle mani degli alleati. Dopo la morte di Mussolini, il collasso della Repubblica Di Salò, la liberazione dai nazisti e dai fascisti da parte dei Partigiani e dopo la fine della Seconda Guerra Mondiale, l'Italia divenne una delle basi americane durante la Guerra Fredda. L'Italia e gli Stati Uniti sono alleati NATO e cooperano nell'ONU, in varie organizzazioni regionali e bilaterali. L'Italia ha lavorato con gli Stati Uniti e con altre nazioni in varie missioni, come in Mozambico, in Somalia e nel Medio Oriente. Inoltre collaborano insieme contro il traffico di droga e schiavi, oltre che contro il terrorismo.
L'Italia ospita inoltre alcune basi militari statunitensi, a Vicenza e Livorno (esercito), ad Aviano (aeronautica), a Sigonella, Gaeta e Napoli (marina; Napoli è inoltre la sede della Sesta Flotta della Marina Statunitense). Gli Stati Uniti hanno circa 16000 militari stanziati in Italia. Il NATO Defense College si trova a Roma. Sia in Italia che negli Stati Uniti hanno diverse ambasciate per ogni buon rapporto.
Le relazioni moderne sono molto buone e pacifiche. L'Italia risulta essere uno dei Paesi più amati e popolari in America e anche una delle destinazioni turistiche più gettonate; grazie soprattutto al successo del marchio Made in Italy, che ha contribuito fin dagli anni novanta ad accrescere l'apprezzamento degli americani per la cultura italiana. D'altra parte anche gli italiani dimostrano di apprezzare la cultura statunitense, e sono molti gli eventi in Italia dedicati alla cultura di massa e alla tradizione del Paese.

## Rapporti con la Russia
La Russia intrattiene uno stretto rapporto con l'Italia. Nel 2006, l'Italia e la Russia hanno firmato un protocollo di cooperazione contro il crimine e per difendere i diritti civili. Ci sono inoltre stretti rapporti commerciali tra le due nazioni ed è operativa una Camera di commercio italo-russa che raggruppa le principali aziende Italiane che operano in Russia e viceversa. L'Italia è, dopo la Germania, il maggiore partner commerciale russo nella UE. L'Italia è fortemente dipendente dal gas russo e l'azienda energetica di stato italiana, l'ENI, ha recentemente firmato un contratto con Gazprom per importare gas russo in Italia. Le relazioni fra Italia e Russia durano da molto tempo. Negli anni Sessanta, la FIAT costruì un impianto di assemblaggio nella città sovietica di Togliatti (il cui nome è dedicato al segretario del PCI Palmiro Togliatti). Molti turisti russi visitano l'Italia ogni anno e tanti studenti russi vengono in Italia per studiare l'arte e la musica italiana. A differenza degli altri Paesi europei, l'Italia ha sempre mantenuto, anche durante la Guerra Fredda, un buon rapporto con la Russia. Inoltre l'Italia aveva il più grande partito comunista Occidentale, con 2 milioni di iscritti.

## Rapporti con la Repubblica Popolare Cinese
Nel 2005 Italia e Cina hanno celebrato il 35º anniversario dell'avvio delle relazioni diplomatiche fra i due Stati.

## Rapporti con il Giappone
Le relazioni tra l'Italia e il Giappone sono iniziate formalmente nel 1866, ma i primi contatti tra i due Paesi risalgono almeno al XVI secolo, quando la prima missione giapponese in terra straniera giunse a Roma nel 1585 guidata da Itō Mancio.
Nel XIX secolo Italia e Giappone videro grandi cambiamenti nella loro struttura politica e sociale, con la prima che conquistò la sua unità nazionale nel 1861 e il secondo che entrò, a partire dal 1868, in un processo di profonda modernizzazione su linee occidentali (Restaurazione Meiji). In questo stesso periodo i rapporti si fecero via via sempre più stretti, culminando con la partecipazione dei due Paesi a entrambe le guerre mondiali in qualità di alleati.
Nel secondo dopoguerra Italia e Giappone furono interessati entrambi da un periodo di forte crescita economica, che permise loro di risollevarsi dalla situazione disastrosa in cui si erano ritrovati dopo la fine del conflitto e di stringere rinnovati accordi economici e commerciali, nonché attivi rapporti di collaborazione scientifica per lo sviluppo tecnologico.
Le relazioni moderne sono buone e l'Italia risulta essere uno dei paesi più amati in Giappone e una delle destinazioni turistiche europee più gettonate, grazie soprattutto al successo del marchio Made in Italy che ha contribuito, fin dagli anni novanta del XX secolo, ad accrescere l'apprezzamento dei giapponesi per la cultura italiana. D'altra parte anche gli italiani dimostrano di apprezzare la cultura giapponese, e sono molti gli eventi in Italia dedicati alla cultura (di massa e tradizionale) ed arte del paese nipponico.